# Franz Stibral
Franz Stibral (* 16. November 1854 in Wien; † 1. Februar 1930 in Salzburg) war ein österreichischer Verwaltungsjurist und Handelsminister.

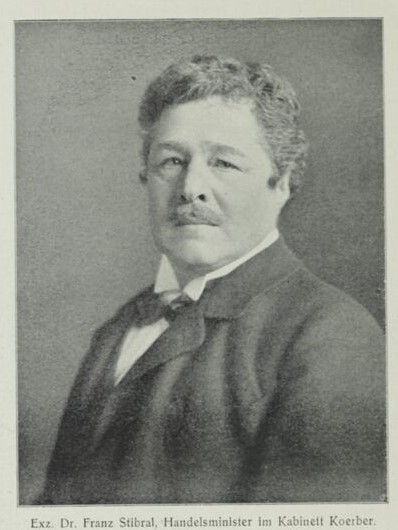
Franz Stibral

## Leben
Stibral, Sohn eines Postbeamten, besuchte Gymnasien in Linz und Salzburg und maturierte 1872 am Wiener Schottengymnasium. Er studierte Rechtswissenschaften an der Universität Wien, erwarb 1877 den Dr. jur. und trat 1876 bei der niederösterreichischen Finanzprokuratur in den Staatsdienst ein. Er wechselte rasch ins Handelsministerium, wo er 1886 Ministerialsekretär, 1892 Sektionsrat, 1896 Ministerialrat und 1897 Sektionschef wurde. 1892 wurde ihm der Orden der Eisernen Krone III. Klasse und 1899 jener der II. Klasse verliehen.
Im Ministerium war Stibral insbesondere verantwortlich für die Zoll- und Handelsverträge, die 1891/92 mit Deutschland, Italien, der Schweiz und Belgien abgeschlossen wurden.
Von Oktober 1899 bis Jänner 1900 war er in den Regierungen Clary und Wittek erstmals Handelsminister. In seiner Amtszeit führte er eine Notverordnung über die Fortdauer der Zollgemeinschaft mit Ungarn durch. Anschließend wieder Sektionschef, erfolgte 1903 die Ernennung zum Geheimrat. Als er 1906 Handelsverträge mit Russland und Rumänien abschließen konnte, wurde er vom Kaiser mit den Großkreuz des Franz-Joseph-Ordens ausgezeichnet.

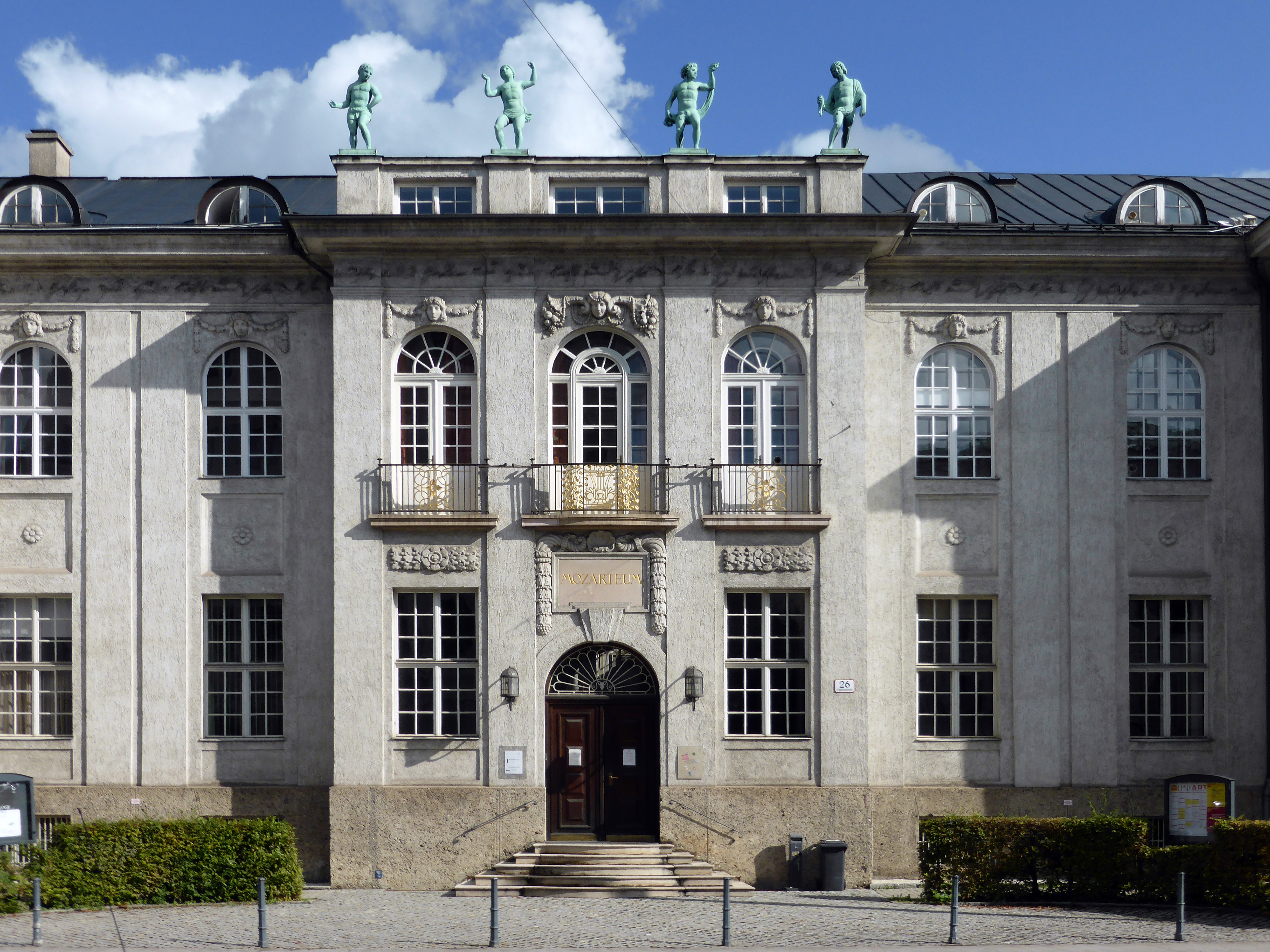
Internationale Stiftung Mozarteum in Salzburg

Wegen Unstimmigkeiten mit Handelsminister Josef Fořt und der Versetzung in die Schifffahrtssektion ließ Stibral sich 1907 pensionieren. 1909 erfolgte die Berufung zum Mitglied des Herrenhauses auf Lebenszeit. 1910 zog er nach Salzburg, wo er aufgewachsen war und wurde 1910 bis 1914/15 Präsident der Internationalen Stiftung Mozarteum. Er konsolidierte die Finanzen der Stiftung, auch durch Aufstockung der Subventionen und konnte das Stiftungsgebäude neu errichten lassen. Er nahm regen Anteil am Kulturleben Salzburgs und war auch an der Festspielhausbewegung beteiligt. Er war unter anderen mit der deutschen Opernsängerin Lilli Lehmann befreundet, die auch am Mozarteum wirkte.
1912 lehnte Stibral eine Wiederbestellung noch ab, aber von 31. Oktober bis 20. Dezember 1916 amtierte er noch einmal kurz als österreichischer Handelsminister im Kabinett Koerber. Anschließend zog er sich endgültig nach Salzburg zurück. Er hielt dort wirtschaftskundliche Vorträge für die Allgemeinheit ab. Zuletzt lebte er, teilweise gelähmt, völlig zurückgezogen. Sein Leichnam wurde nach Wien überführt und am Hietzinger Friedhof beerdigt.